# جادکمه

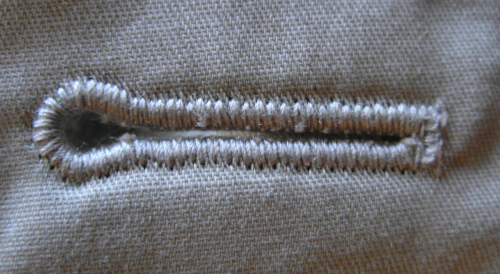
یک جاتکمه

جادکمه یا جاتکمه سوراخی بر روی لباس می‌باشد که برای عبور دادن دکمه لباس از آن تعبیه شده‌است.

## تاریخچه
جادکمه برای سرعت بخشیدن به باز یا بستن لباس اختراع شد و آلمانی‌ها در قرن ۱۳ اولین قومی بودند که از جا تکمه استفاده می‌کردند و همچنین مدارکی موجود هست که ابرانیان باستان نیز از آن استفاده می‌کردند و در قرن ۱۳–۱۴ به خاطر سرعت بخشیدن در آماده شدن برای جنگیدن در اروپا استفاده از آن گسترش یافت.

## خصوصیات جادکمه
معمولاً جادکمه‌ها در انتهای خود محلی را دارند که برای جلوگیری از شکافته شدن پارچه به وسیله دکمه طراحی شده‌است و همچنین محل شروع و اتمام کار ماشین دوخت است. در گذشته معمولاً در لباس‌های مردانه جادکمه در سمت چپ و در لباس‌های زنانه در سمت راست لباس قرار داشتند و علت آن این بود که لباس خانم‌ها را پیشخدمت تنشان می‌کرد و برای اینکه پیشخدمت گیچ نشود جهت قرارگیری را وارونه در نظر گرفتند بعد از آمدن بلوزهای مدرن نحوه قرارگیری جاتکمه براساس لباس مردان طراحی شد.